# Nowy cmentarz żydowski w Chmielniku
Nowy cmentarz żydowski w Chmielniku – kirkut znajduje się przy ul. Mruczej, na wysokości ulicy Małej.
Powstał w 1820 roku. Był ogrodzony parkanem. W czasie okupacji naziści doszczętnie zniszczyli nekropolię i pochowali na jego terenie około 250 chmielnickich Żydów, przez nich zamordowanych. Obecnie teren jest ogrodzony i uporządkowany. Umieszczono na nim odzyskane nagrobki i wybudowano pomnik-lapidarium składający się z fragmentów macew. Cmentarz ma powierzchnię 0,95 ha.